# Asociación Española de Amigos de los Castillos
La Asociación Amigos de los Castillos (A.E.A.C.) es una organización cultural sin ánimo de lucro fundada en 1952 al amparo del Decreto de 22 de abril de 1949, por el que se pretendía proteger los castillos españoles, reconociéndolos como monumentos nacionales. Esta asociación fue impulsada por el Marqués de Sales (Antonio del Rosal) el Marqués de Lozoya entre otros. Hoy en día sus bisnietos, el actual Marqués de Sales (Antonio del Rosal y Moreno) y Joaquín Barajas Márquez de Prado forman parte de esta asociación. Sus gestiones han permitido la recuperación y reconstrucción de numerosos castillos de España. Ministerio de Cultura 

## Desarrollo
En 1954 aparecía en los boletines oficiales de varias provincias, la proposición que hacía la asociación para convertir los castillos en museos, escuelas, bibliotecas, archivos o residencias de la Falange Española de las JONS. También se sugería su uso como Paradores de Turismo, entidad con la que firmó un acuerdo de patrocinio en 2013.
El 22 de diciembre de 1966 fue declarada de Utilidad Pública por el Consejo de Ministros y desde 1976 los Reyes de España ostentan la Presidencia Honorífica de la Asociación.
La asociación, que tiene 19 delegaciones repartidas por la geografía española, organiza cursos, seminarios y un ciclo anual de conferencias, centrado en patrimonio histórico, así como viajes culturales a diversos lugares de España y el extranjero. También convoca anualmente el Premio de Investigación Castellológica "Manuel Corchado" y desde el año 1953 edita la Revista "Castillos de España", con una periodicidad trimestral (4 números al año).
Su sede central se encuentra en Madrid (Calle del Prado N.º 26) desde julio de 2009, ocupando un local alquilado a la inmobiliaria  Perelsa, domiciliada en el mismo edificio, y en la que se nombró apoderado en 2013 al que ha sido presidente de dicha asociación hasta 2017, hoy presidente honorario. 
El actual presidente (2017) es Guillermo Perinat y Escrivá de Romaní, conde de Casal.

## Objetivos
Los fines de la asociación son contribuir a la conservación, revitalización y protección, moral y material, del patrimonio monumental fortificado español y estimular el estudio, conocimiento e interés por los castillos, poniendo de relieve y propagando su importancia artística, histórica y cultural, de modo que se fomente su conocimiento y se facilite con medios adecuados la labor investigadora.

## Premios de la Asociación
Desde 1958 la asociación concede una serie de galardones (medallas y diplomas) a aquellas personas e instituciones que contribuyen a la defensa, investigación, conservación, restauración y rehabilitación de los monumentos de arquitectura militar de España. Desde hace más de treinta años la A.E.A.C. celebra el Día Nacional de los Castillos, dentro de cuyos actos se organiza una cena en la que se entregan los citados premios.